# (3396) Muazzez
(3396) Muazzez ist ein Asteroid des Hauptgürtels, der am 15. Oktober 1915 vom deutschen Astronomen Max Wolf in Heidelberg entdeckt wurde.
Er ist nach Muazzez K. Lohmiller benannt.